# Тодор Зайцев
Тодор Зайцев е бивш български футболист. Има 311 мача и 72 гола в А група.

## Кариера
Започва кариерата си в Ботев Пловдив през 1987 г. Записва 2 мача за юношеския национален отбор и 3 за олимпийския. Става три пъти бронзов медалист от първенството на България (1988, 1993, 1994) и 2 пъти играе финал за националната купа (1991, 1993). През 1995 преминава в градския съперник Локомотив Пловдив. Дебютира в мач срещу Славия. Само за половин година халфът се разписва 8 пъти в 17 мача и на следващия сезон преминава в Левски. През първия си сезон изиграва 20 мача и вкарва 4 гола. Изиграва и един мач в евротурните срещу Айнтрахт Аалст. Става и вицешампион на България през 1996 г. На следващия сезон Зайцев вкарва 11 гола, с което става голмайстор на отбора. През сезон 1997/98 губи титулярното си място и се връща в Ботев. След това играе 2 сезона в Малта. През 2000 се присъединява към Черноморец, който е спечелил промоция за А група предният сезон.
От 2009 е треньор в частната школа Ботев 2002. През 2011 води дублиращият отбор на Ботев в Елитна юношеска група до 19 години, а от юли 2011 е треньор на деца набор 1997 в школата на „канарчетата“.